# Apophylia libenae
Apophylia libenae – gatunek chrząszcza z rodziny stonkowatych i podrodziny Galerucinae.

## Taksonomia
Gatunek ten opisany został po raz pierwszy w 2007 roku przez Jana Bezděka na łamach „Genus”. Jako miejsce typowe wskazano okolice Mahabaleshwaru w indysjkim stanie Maharasztra. Epitet gatunkowy nadano na cześć Liběny Kantnerovej.

## Morfologia
Samce osiągają od 3,8 do 4,5 mm, a samice od 4,1 do 4,8 mm długości ciała. Kształt jego jest przypłaszczony, o równoległych bokach. Wierzch ciała jest gęsto owłosiony i półmatowy.
Głowa jest czarna z ciemnobrązowymi żuwaczkami, w przedniej części mikrorzeźbiona i porośnięta rzadkimi, jasnymi włoskami. Warga górna jest poprzeczna, o zafalowanej krawędzi przedniej. Guzki czołowe są prawie błyszczące, ciemię zaś matowe, pokryte pozlewanymi punktami i mikrorzeźbą. Czułki osiągają 0,85 długości ciała, człony do trzeciego mają żółte z przyciemnionymi wierzchołkami, pozostałe zaś czarne.
Przedplecze jest czarne, poprzeczne, około półtora raza szersze niż dłuższe, najszersze w przedniej ⅓, słabo ku przodowi i wyraźnie ku tyłowi zwężone, o przedniej krawędzi lekko wklęśniętej, przednich kątach prawie prostych, krawędziach bocznych lekko zaokrąglonych, kątach tylnych rozwarcie kanciastych, a krawędzi tylnej prostej; wszystkie kąty zaopatrzone są w ząbek z jasną szczecinką. Powierzchnia przedplecza jest niemal równa, o szczątkowych wciskach bocznych. Krótka, niemal trójkątna z zaokrąglonym szczytem tarczka jest matowoczarna, jasno owłosiona, gęsto punktowana i mikrorzeźbiona. Pokrywy są metalicznie ciemnozielone, zmatowaiałe,  gęsto pokryte zlewającymi się punktami i krótkimi, jasnymi włoskami, o dobrze wykształconych guzach barkowych, równoległych bokach i stopniowo zwężających się ku szczytowi podgięciach. Skrzydła tylnej pary są normalnie wykształcone. Spód tułowia jest czarny. Odnóża są żółte, o stopach przyciemnionych, u samca o rozwidlonych, a u samicy o wyposażonych w wyrostek pazurkach.
Odwłok ma ostatni widoczny sternit u samicy całobrzegi, a u samca z niemal trójkątnym wycięciem tylnej krawędzi. Sternity są czarne.

## Ekologia i występowanie
Owad orientalny, endemiczny dla Indii, znany z tylko z dystryktów Pune i Satara w stanie Maharasztra. Spotykany na ostrzeniach.